# Fannia brevicauda
Fannia brevicauda är en tvåvingeart som beskrevs av Chillcott 1961. Fannia brevicauda ingår i släktet Fannia och familjen takdansflugor. Inga underarter finns listade i Catalogue of Life.